# 国鉄タサ4500形貨車
国鉄タサ4500形貨車（こくてつタサ4500がたかしゃ）は、かつて日本国有鉄道（国鉄）及び1987年（昭和62年）4月の国鉄分割民営化後は日本貨物鉄道（JR貨物）に在籍した私有貨車（タンク車）である。

## 概要
本形式は、酢酸ビニール専用の 20t 積タンク車として1957年（昭和32年）9月5日から1964年（昭和39年）10月30日にかけて5ロット10両（コタサ4500 - コタサ4509）が日立製作所、三菱重工業、富士重工業の3社で製作された。記号番号表記は特殊標記符号「コ」（全長 12 m 以下）を前置し「コタサ」と標記する。
本形式の他に酢酸ビニール専用種別とする形式は、タキ3700形（76両）、タキ8700形（27両）、タキ16200形（10両）の3形式が存在した。
落成時の所有者は、電気化学工業、日本合成化学工業、昭和電工の3社であった。
その後、昭和電工所有車2両（コタサ4504・コタサ4505）は、1969年（昭和44年）1月14日に徳山石油化学へ名義変更された。
1979年（昭和54年）10月より化成品分類番号「燃31」（燃焼性の物質、引火性液体、危険性度合2（中））が標記された。
タンク体は積荷の純度保持のためステンレス鋼（SUS27、現在のSUS304）製であり、保冷のため断熱材を巻き薄板製のキセ（外板）が設置されている。
荷役方式は、積込はドーム上部にある積込口から行い、荷卸しは液出入管と空気加圧による上出し方式である。車両によっては、両管にS字管を装備していた。
全長は11,200 mm、全幅は2,330 mm、全高は3,863 mm、台車中心間距離は7,100 mm、実容積は21.5 m3 - 21.0 m3、自重は16.1 t - 17.2 t、換算両数は積車4.0、空車1.8、台車は、ベッテンドルフ式のTR41であった。
1987年（昭和62年）4月の国鉄分割民営化時には4両（コタサ4504 - コタサ4507）がJR貨物に継承されたが、最後まで在籍した2両（コタサ4504・コタサ4505）が1990年（平成2年）8月に廃車となり同時に形式消滅となった。

### 年度別製造数
各年度による製造会社と両数、所有者は次のとおりである。（所有者は落成時の社名）
- 昭和32年度 - 3両
  - 日立製作所 3両 電気化学工業（コタサ4500 - コタサ4502）
- 昭和34年度 - 3両
  - 三菱重工業 1両 日本合成化学工業（コタサ4503）
  - 日立製作所 2両 昭和電工（コタサ4504・コタサ4505）
- 昭和35年度 - 3両
  - 日立製作所 3両 昭和電工（コタサ4506 - コタサ4508）
- 昭和39年度 - 1両
  - 富士重工業 1両 電気化学工業（コタサ4509）